# ムイシェランガ

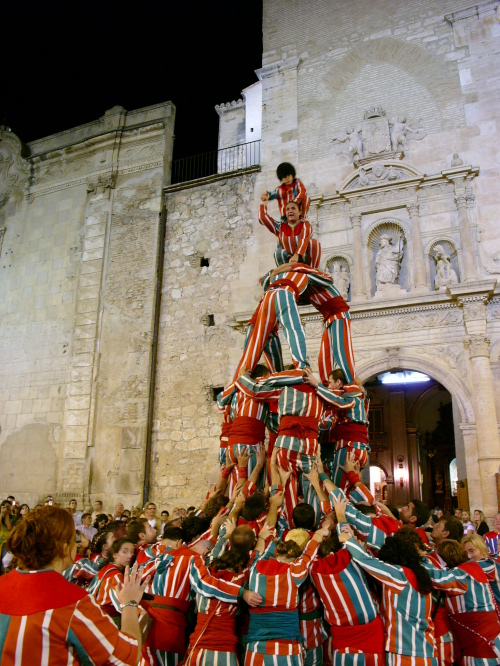
ムイシェランガ

ムイシェランガ（Muixeranga、バレンシア語発音: [mujʃeˈɾaŋɡa]）は、スペインバレンシア州発祥の古いストリートダンスと人間の塔（組み体操）の総称である。ムイシェランガはバレンシアの南西 30 km に位置するアルジェメジーの街にいまでも伝わっている。
ムイシェランガはただ単に芸術的で曲芸的なダンスなのではない。幾多の古代人の振り付けの塑性が描きだすポーズと形態の集合である。ムイシェランガは9月7日から8日にかけての「健康の乙女　(Mare de Déu de la Salut)」をたたえるアルゲメージの街の祭りで行われる。
ムイシェランガはカタルーニャ中に広まっている現代のcasteller（カスタリェー）にいろんな点で似ている。これらはモイヒガンガという、かつてイベリア半島にあったものを起原としている。ムイシェランガとカスタリェーの違いは、ムイシェランガが宗教的な背景を持ち、ダンスが加わっており、また、人間の塔の高さよりも造形的で、美術的な一瞬を捉えようとしていることである。

## 特徴
塔はおおむね職業を限定せずに、体力のある男性のグループで構成される。現在では塑像には200人もの男性が参加するが、歴史的にみれば、30人を越さない程度であった。自分で参加すると同時に、ダンスや、人間の城、塔やほかの形を調整し、また、新人に手ほどきをする熟練者や指揮者がいる。
衣装はいろいろな流儀で選ばれ、風変わりである。シャツ、だぶだぶなズボン、農夫の靴、はたまた特別な帽子を着る。服は白い布地に道化者のハーレクインのように赤と青の縦縞を走らせる。この奇妙な格好は故意に行われているのではないようである。古老はいまだにマットレスから服を仕立てた日を思い出せるという。

## 発祥と発展
ムイシェランガの発祥については、いくつかの説がある。とりわけ名の由来についていろいろな説が立てられている。一つめの説はこの名がアラビア語で仮面を意味する「モカイン」（mochain）に由来するとする。二つめの説はこの名と特別なときに街路で行われた古い時代の行列を結びつける。
イベリア半島におけるこの行事の伝統は13世紀にまでさかのぼるとはいえ、アルゲメージにおけるムイシェランガの文書による最初の記録は18世紀三分の一世紀までしかない。

## 音楽と象徴
ダンスには作者不明の古い特徴的な曲調の音楽を tabalet という太鼓と dolçaina というとても大きな音を出すオーボエの一種で伴奏する。バレンシア地方の文化と言語の復興を運動するひとびとはバレンシア地方の讃歌であり、すべてのカタルーニャ語を話す地方にとってもそうであるとしてムイシェランガの音楽のすばらしさを主張している。
ムイシェランガの歌 も参照のこと。

## 関連記事
- 人間の塔